# 라르고세팔로사우루스
라르고세팔로사우루스(학명:Largocephalosaurus polycarpon)는 기룡목 사우로스파르고스과에 속하는 기룡이다. 지금은 멸종된 종으로서 몸길이가 2.3m 정도에 달한다.

## 특징
기저 사우로스파르고스과의 라르고세팔로사우루스는 지금에선 멸종된 종인 해양 파충류들이 트라이아스기(Anisian 나이)관링 형성 윈난 그리고 구이저우 지역, 남서부 중국에서 알려져 있다. 그것은 모식종인 Largocephalosaurus polycarpon고, 제2종 L.qianensis을 포함하고 있다. 이러한
L.polycarpon는 처음에 당초 eosauropterygian sauropterygian 밀접하게 유럽 pachypleurosaurs과 nothosaurids에 관련된 정보로 해석되었다.[1] 그러나 머리 골격의 추가 준비와 두번째 더 잘 알려 진 종들 L.qianensis이 발견된 후, Li(알.(2014년)가족 Saurosphargidae의 기본 멤버 그리고 가까운 Saurosphargis과 Sinosaurosphargis의 친척 Largocephalosaurus를 재해석하였다. 비록 그들이 밀접하게 그것에 관련된 Li(알.(2014년)에 따르면, saurosphargids Sauropterygia에 자매 분류 군을 형성하는 속해 있지 않았다. 라르고세팔로사우루스(Largogecalosaurus)는 시노사우로스파르기스와 같은 선진 사우로스파르기에 비해 원형팔 디랍시드 파충류에서 형태적으로 덜 변형된 기저 사우로스파르기드다. 그러나 이소우프로테리지아 사우로프테리지아로 해석한 원래의 설명에서도, 후에 사우로스파르기드로 식별된 몇 가지 특징들이 주목되었다. 이것들은 길쭉하고 멀리 확장된 횡방향 투영과 넓적하고 평평한 가슴 늑골을 보여주는 등 척추뼈를 포함한다. 그러나 다른 사우로스파르기와 달리 라르고세팔로사우루스는 긴 체형, 잘 발달된 초신성 페네스트라, 타원형 아보르비탈 페네스트라(비사우루스파르지에 비해 많이 줄었지만)에 불완전한 등골 골수 카레이스를 가지고 있다. 또한 고급 사우로스파르기스와 시노사우로스파르기스는 넓고도 아담한 늑골 바구니를 가지고 있으며, 또한 라르고세팔로사우루스보다 훨씬 튼튼한 가슴 늑골의 등뼈와 근위부의 횡방향 투영도 있어 그 사이의 간격보다 훨씬 넓다. 다른 차이점: 프리맥실라에 3, 4개의 톱니가 있는 경우 및 외부 콧구멍 윤곽에서 제외된 경우, 연장된 전두골 백사이드 투영법, 부분 골격차 방패의 중간선인 신경 척추 상단에 큰 골격의 줄의 존재와 그리고 유사하게 둥근 코라코이드와 p.코라코이드 포아멘이 있는 유비스 뼈와 둔기 페네스트라가 존재하고 열려 있다. L. Polycarpon의 홀로타입 골격은 아직 부분적으로만 준비되어 있기 때문에, Li et al. (2014)는 그것에 대한 수정된 설명을 하는 것을 자제했다. 그럼에도 불구하고 L. Qianensis 두 번째 종과의 최소한 9가지 형태학적 차이가 관찰되었다. 여기에는 쌍체 두정골, 큰 소나무 포아멘, 타원형 눈소켓, 그리고 L. 첸엔시스(L. qianensis)에 33개의 전골 척추골(9개의 목과 24개의 등 척추뼈)과 2개의 천골 척추뼈가 있다. 또한 L. 첸시스의 팔라틴 뼈 윗면에는 뚜렷한 구개성 포사가 존재하며, 복고체 과정은 매우 짧다. L. Qianensis의 뒷골격은 모양이 길쭉하고, 몸의 옆면을 덮고 있다. 마지막으로 가슴 늑골의 어깨 부분은 L. 폴리카르폰에서 볼 수 있는 것과 같이 윗면에는 볏이 부족한 반면 갈고리처럼 돌출되어 있다. 라르고세팔로사우루스는 원래 설명에서 계통생성 분석에 처음 포함되었다. Due to the lack of preparation of the holotype, especially of the postcranial portion, and the fact that no other saurosphargids or stem sauropterygians (like Eusaurosphargis and Helveticosaurus) were included, L. polycarpon was recovered in a position most closely related to Wumengosaurus within Eosauropterygia, basal to the European pachypleuros로 이뤄진 공룡과 공룡이다. 그러나 두개골 후 골격의 추가 준비와 두 번째로 더 잘 알려진 종 L. 첸시스의 발견에 따라, Li 외 연구진(2014)은 Eusaurosphargis, Helveticosaus 및 알려진 모든 사우로스phargid 종을 포함하는 분석을 제시했다. 다음의 클래도그램은 그들의 결과 후에 단순화된다. Ichtheopterygia 제거/포함된 것이 위상에 가장 큰 영향을 미치는 것으로 확인됨 - Eusaurospargis+의 위치를 전환한다. 헬베티코사우루스와 탈라토사우루스목(Talattosauriformes)이 우거져 있고, 어소롭테리지아 내에서 여러 세자의 위치를 변경하고 있는데, 이는 보이지 않는다. 라르고세팔로사우루스의 모식종인 L.polycarpon은 정기준 WIGM SPCV 1009년 거의 가지고 이것을 완전한 해골과 뼈와(371ft)길이 이상의 113센티미터 측정 꼬리의 대부분이 실종, 우한 및 지질 물리학 연구소 광물 Recourses의 원생만 알려져 있다. SPC V 1009는 약 2억 4천 3백만 년 전 윈난 성 루오핑 현에서 중앙 트라이아스기 중후기의 펠소니아 변전소(Pelsonian substage)에서 유래한 관링 형성 제2회원으로부터 수집되었다. L. Polycarpon이 WGIM에서 연구되고 있는 동안, 나중에 L. Qianensis라고 명명된 것의 세 가지 표본이 Peking 대학의 지질 박물관과 척추동물 고생물학 및 고인류학 연구소에서 준비되었다. 이 세 가지 표본은 2008년 구이저우 성 남서부 판시안 현 신민 구에서 L. 폴리카폰의 유형 지역으로부터 북동쪽으로 약 100km 떨어진 곳에서 채취되었다. 그들은 SPC V 1009와 마찬가지로 후기 아니시안(Anisian)에 연대를 둔 관링형성의 멤버 2로부터 왔다. 이들 표본 중에서 꼬리 뒷부분만 빠진 채 밑에서 시야에 노출되는 거의 완전한 골격인 IVPP V 15638이 L. 첸센시스의 홀타입으로 선택되었다. 나머지 2개의 표본은 L. 첸시스를 참조할 수 있으며, 위에서 목뼈가 보이는 두개골인 GMPKU-P-1532-A와 위에서 바라본 불완전한 후골격인 GMPKU-P-1532-B를 포함하며, 하악골의 뒷부분은 보존되지만 꼬리의 대부분은 누락되었다. 라르고세팔로사우루스의 모든 표본은 2007년에 지질 지도 프로젝트에서 라르고세팔로사우루사우루스 외에 다양한 무척추동물, 어류, 기저 익룡, 아토포덴타투스, 첨단 사우로스파르기드 시노사우로스파르기스, 여러 종의 해양 생물에 대한 다양한 기록을 가지고 발견된 라거스테트(Lagerstéte)에서 나왔다. 파키플루로사우르와 노토사우루스어류 모두를 포함한 eosauropterygian이다. 먹이로는 당대에 서식했던 물고기, 갑각류, 무척추동물을 주로 잡아먹고 살았을 육식성의 포식자로 추정되는 종이다.

## 생존시기와 서식지와 화석의 발견
라르고세팔로사우루스가 생존하던 시기는 중생대의 트라이아스기 후기로 지금으로부터 2억년전~1억 8000만년전에 생존했던 종이다. 생존했던 시기에는 중국을 중심으로 하는 동남아시아의 서부 태평양과 인도양에 주로 서식했던 종이다. 화석의 발견은 각각 2012년과 2014년에 중국의 트라이아스기에 형성된 지층에서 중국의 고생물학자들에 의하여 최초로 화석이 발견되어 새롭게 명명된 종이다.

## 같이 보기
- 파충류
- 중생대
- 트라이아스기
- 기룡
- 공룡
- 화석